# Santuário de Nossa Senhora de Caravaggio (Esperança do Sul)
O Santuário de Nossa Senhora do Caravaggio é um templo católico brasileiro localizado no município gaúcho de Esperança do Sul, sendo dedicado a Nossa Senhora de Caravaggio.

## História
O Santuário foi inaugurado em 2013, e foi construído pelo ex-prefeito e empresário três-passense Cleri Camilotti, quando este se submetia a uma intervenção cirúrgica para retirada de um aneurisma cerebral. O procedimento foi realizado em maio de 2011, na Santa Casa de Misericórdia de Porto Alegre. Com a saúde estável, Camilotti iniciou seu projeto. Primeiramente foi adquirido o terreno que ocupa uma área de pouco mais de três hectares.
A iniciativa ganhou a adesão de várias pessoas, entre elas, Nelson Junges, Cesar Henrichsen, Valdelírio Alves e Gilberto Eliseu Schlindwein e ainda do prefeito de Vista Gaúcha, Claudemir Locatelli. Todos atraídos pela amizade de longa data com o idealizador do projeto também abraçaram a causa, inclusive integrando a diretoria criada com a finalidade de concretizar a ideia.

## Instalação
Junto ao Santuário de Caravaggio, em Barra Bonita, Esperança Do Sul, está construído um mirante de frente para o Rio Uruguai, sobre ele está instalada uma imagem da Santa, uma Igreja com capacidade para mais de 300 pessoas e uma sala para a comercialização de suvenires, lanches e bebidas. A infraestrutura também possui com uma área para lazer e refeições junto à mata nativa.
Além disso, o local possui uma escadaria com 250 degraus, que juntos totalizam quase meio quilômetro. O acesso é percorrido pelos fiéis e visitantes, onde estão retratadas as 14 estações da Via Sacra.